# Adolf Wagner
Adolf Wagner (Algrange, Alsacia-Lorena, Imperio alemán, 1 de octubre de 1890 - 12 de abril de 1944, Bad Reichenhall) fue un soldado alemán y funcionario de alto rango del NSDAP durante la Alemania Nazi.

## Biografía

### Primeros años
Sirvió en la Primera Guerra Mundial como oficial en el ejército alemán. Perdió su pierna derecha debajo de la rodilla durante la guerra.

### Carrera
Miembro del Partido Nacionalsocialista Obrero Alemán desde sus primeros días, fue nombrado Gauleiter para varios distritos en Alemania, y finalmente se convirtió en Gauleiter del Gau Múnich-Alta Baviera. También fue Ministro del Interior bávaro y de asuntos culturales, y tenía una autoridad absoluta en su Gau a pesar de informar nominalmente al Reichsstatthalter Ritter von Epp. Wagner sirvió como maestro de ceremonias para las conmemoraciones anuales del Putsch de la cervecería de 1923 cada 9 de noviembre en Múnich. 
Como Ministro de Educación bávaro, en abril de 1941 ordenó que la oración escolar fuera reemplazada por canciones nacionalsocialistas y que los crucifijos y las imágenes religiosas se retiraran de las aulas bávaras, lo que indignó a la Iglesia católica y al público en general. La oposición a esta medida fue tan fuerte que Wagner se vio obligado a rescindir la orden, una de las raras circunstancias de una exitosa oposición pública en la Alemania nazi. 
A pesar de este falso paso, Hitler aparentemente se mantuvo en buenos términos con Wagner. Cuando Wagner murió en abril de 1944, dos años después de sufrir un derrame cerebral que lo había incapacitado efectivamente, el cada vez más solitario Führer hizo una rara aparición pública para asistir a su lujoso funeral, y le otorgó póstumamente la Orden alemana, la decoración más alta del partido. 
En un film de 8 mm a color, Wagner aparece en películas caseras (c. 1938) filmadas por la compañera de Hitler, Eva Braun. Se lo puede ver hablando con Hitler en la terraza de la residencia bávara de Hitler, Berghof, cerca de Berchtesgaden.